# Raymond Smith Dugan
| planetoïden ontdekt: 16 | planetoïden ontdekt: 16 |
| ----------------------- | ----------------------- |
| 497 Iva                 | 4 november 1902         |
| 503 Evelyn              | 19 januari 1903         |
| 506 Marion              | 17 februari 1903        |
| 507 Laodica             | 19 februari 1903        |
| 508 Princetonia         | 20 april 1903           |
| 510 Mabella             | 20 mei 1903             |
| 511 Davida              | 30 mei 1903             |
| 516 Amherstia           | 20 september 1903       |
| 517 Edith               | 22 september 1903       |
| 518 Halawe              | 20 oktober 1903         |
| 519 Sylvania            | 20 oktober 1903         |
| 521 Brixia              | 10 januari 1904         |
| 523 Ada                 | 27 januari 1904         |
| 533 Sara                | 19 april 1904           |
| 534 Nassovia            | 19 april 1904           |
| 535 Montague            | 7 mei 1904              |

Raymond Smith Dugan (30 mei 1878 - 31 augustus 1940) was een Amerikaans astronoom.
Hij haalde zijn master in het Amherst College in 1902 en deed zijn doctoraat in 1905 aan het Ruprecht-Karls-universiteit.
In die tijd was het observatorium het middelpunt van planetoïdenonderzoek onder leiding van Max Wolf. Dugan ontdekte daar 16 planetoïden waaronder 511 Davida.
Aan de Princeton-universiteit was hij docent van 1905 tot 1908, assistent van 1908 tot 1920 en professor van 1920. Hij trouwde met Annette Rumford in 1909.
Hij is medeauteur van het 2-delig boek Astronomy: A Revision of Young’s Manual of Astronomy (Ginn & Co., Boston, 1926-27, 1938, 1945) in 1927 met Henry Norris Russell en John Quincy Stewart. Volume een : The Solar System en het tweede Astrophysics and Stellar Astronomy waren voor 2 eeuwen lang het standaard boek voor astronomie.
De krater Dugan en de planetoïde 2772 Dugan is naar hem genoemd.